# John P. Meier
John Paul Meier (8 de agosto de 1942 -18 de outubro de 2022) foi um padre católico e estudioso bíblico norte-americano. Foi o autor da obra monumental A Marginal Jew: Rethinking the Historical Jesus (Um Judeu Marginal: Repensando o Jesus Histórico) (1991-2016), em 5 volumes. Publicou mais seis livros e de mais de 80 artigos para revistas e livros.

## Vida e carreira
Meier frequentou o Seminário e Colégio de São José, em Yonkers, Nova Iorque, onde se licenciou em 1964. Frequentou, mais tarde, a Pontifícia Universidade Gregoriana, em Roma, onde se licenciou em Teologia, em 1968, e o Instituto Bíblico de Roma, onde se doutorou em Sagradas Escrituras, em 1976. Foi professor do Novo Testamento na Universidade Católica da América, em Washington, D.C., e é actualmente professor de Teologia na Universidade de Notre Dame, em South Bend, Indiana.

## Obra
Os principais interesses de investigação de Meier relacionam-se com o Novo Testamento, em particular a figura do Jesus histórico e o Evangelho segundo Mateus. Meier também se interessa pelos temas do Judaísmo na Palestina do séc. I d.C. e sobre a relação do Evangelho de Tomé com os Evangelhos Sinópticos.

## Um Judeu Marginal: Repensando o Jesus Histórico
A principal obra de Meier é Um Judeu Marginal. Repensando o Jesus Histórico, publicada em 5 volumes, de 1991 a 2016. A sua obra foi referida elogiosamente pelo Papa Bento XVI no seu livro sobre Jesus de Nazaré, publicado em 2007.

## Livros
- Law and History in Matthew's Gospel (1976). Rome: Biblical Institute.
- The Vision of Matthew (1979). New York, NY: Paulist Press.
- Matthew (1980). Lex Orandi 3. Collegeville, MN: Liturgical Press.
- Access Guide to Matthew (1980). New York: Sadlier.
- Antioch and Rome: New Testament Cradles of Catholic Christianity (1983), com Raymond E. Brown. New York, NY: Paulist Press.
- The Mission of Christ and His Church (1990). Wilmington, DE: Glazier.
- A Marginal Jew: Rethinking the Historical Jesus: Volume 1: The Roots of the Problem and the Person (1991). Anchor Bible Reference Library Series. New York: Yale University Press.
- A Marginal Jew: Rethinking the Historical Jesus: Volume 2: Mentor, Message and Miracles (1994). Anchor Bible Reference Library Series. New York: Yale University Press.
- A Marginal Jew: Rethinking the Historical Jesus: Volume 3: Companions and Competitors (2003). Anchor Bible Reference Library Series. New York: Yale University Press.
- A Marginal Jew: Rethinking the Historical Jesus: Volume 4: Law and Love (2009). Anchor Bible Reference Library Series. New York: Yale University Press.
- Jésus et le divorce (2015). Paris: Les Editions du CERF.
- A Marginal Jew: Rethinking the Historical Jesus: Volume 5: Probing the Authenticity of the Parables (2016). Anchor Bible Reference Library Series. New York: Yale University Press.